# Jan Valdelin
Jan Valdemar Valdelin, född 15 september 1943 i Stockholm, död 17 mars 2020 i Agen, Lot-et-Garonne, Frankrike, var en svensk utvecklingsekonom, översättare och förlagschef.
Jan Valdelin växte upp i Södertälje och utbildade sig på Handelshögskolan i Stockholm, där han blev civilekonom 1966 och disputerade 1974. Han var ekonom vid SIDA:s biståndskontor i Addis Abeba i Etiopien 1974–1976. Han grundade tillsammans med Kjell Öström konsultföretaget ICS Interconsult Sweden AB i Stockholm, som var chef för 1982–1997. Jan Valdelin grundade också 1983 förlaget Interculture i Stockholm som ett dotterbolag till konsultföretaget, vilket specialiserade sig på franskspråkig litteratur. Han översatte också några av dess utgivna böcker från franska till svenska. Åren 1997–1999 arbetade han i Vietnam som en av två medchefer för ett vietnamesiskt-europeiskt antimalariaprojekt.
Jan Valdelin var i sitt första äktenskap gift med Birgitta Valdelin. Han gifte om sig i januari 1980 med författaren Danielle Coudert (preudonymen Jeanne Cordelier). Han hade två barn, födda 1973 och 1980.